# Potentilla flabellifolia
Potentilla flabellifolia är en rosväxtart som beskrevs av William Jackson Hooker, John Torrey och Gray. Potentilla flabellifolia ingår i Fingerörtssläktet som ingår i familjen rosväxter.

## Underarter
Arten delas in i följande underarter:
- P. f. lasiocarpa
- P. f. paucidentata
- P. f. apoiensis
- P. f. lasiocarpa
- P. f. sublucida
- P. f. glabrior
- P. f. pilosior
- P. f. yuparensis
- P. f. alba

## Bildgalleri

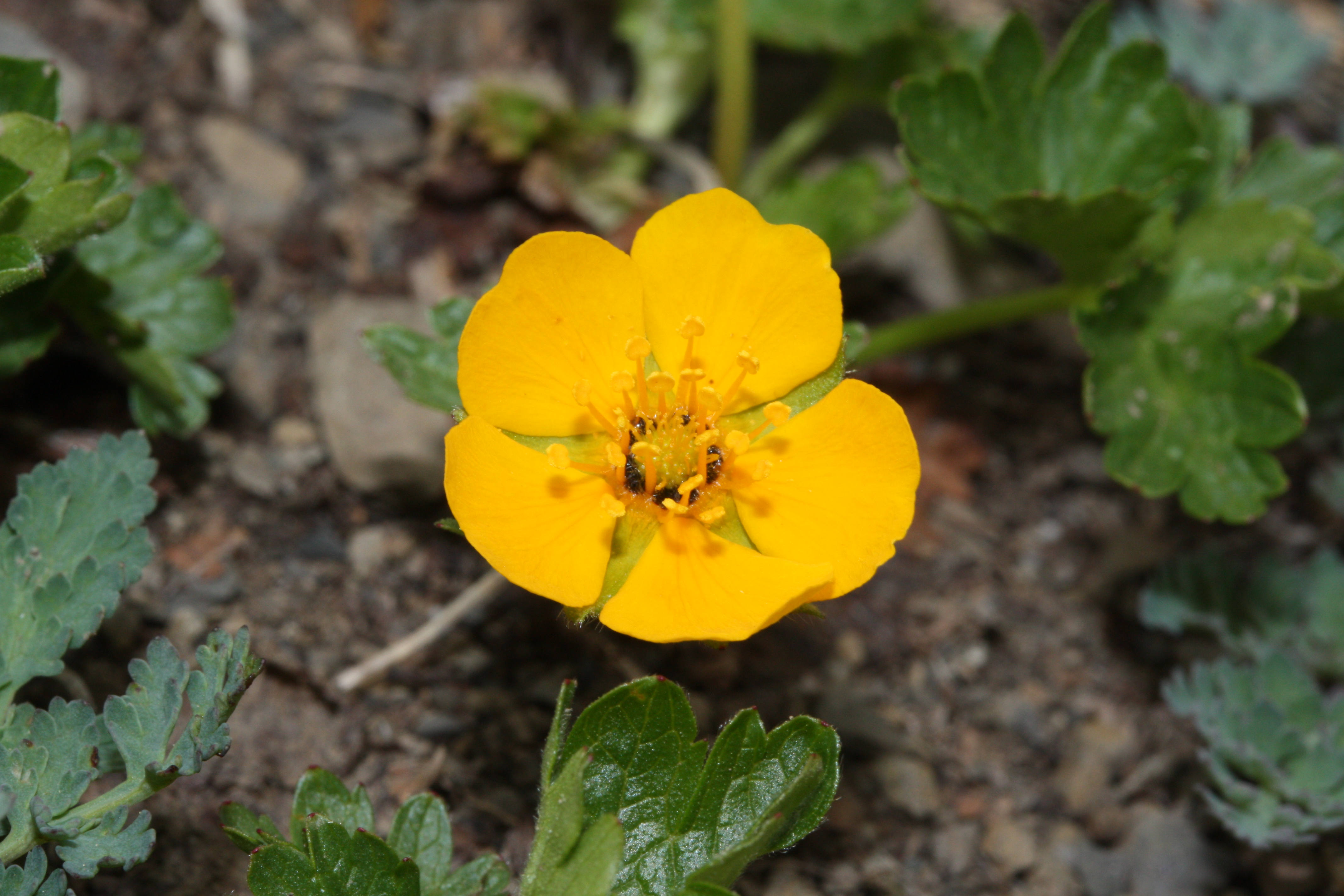
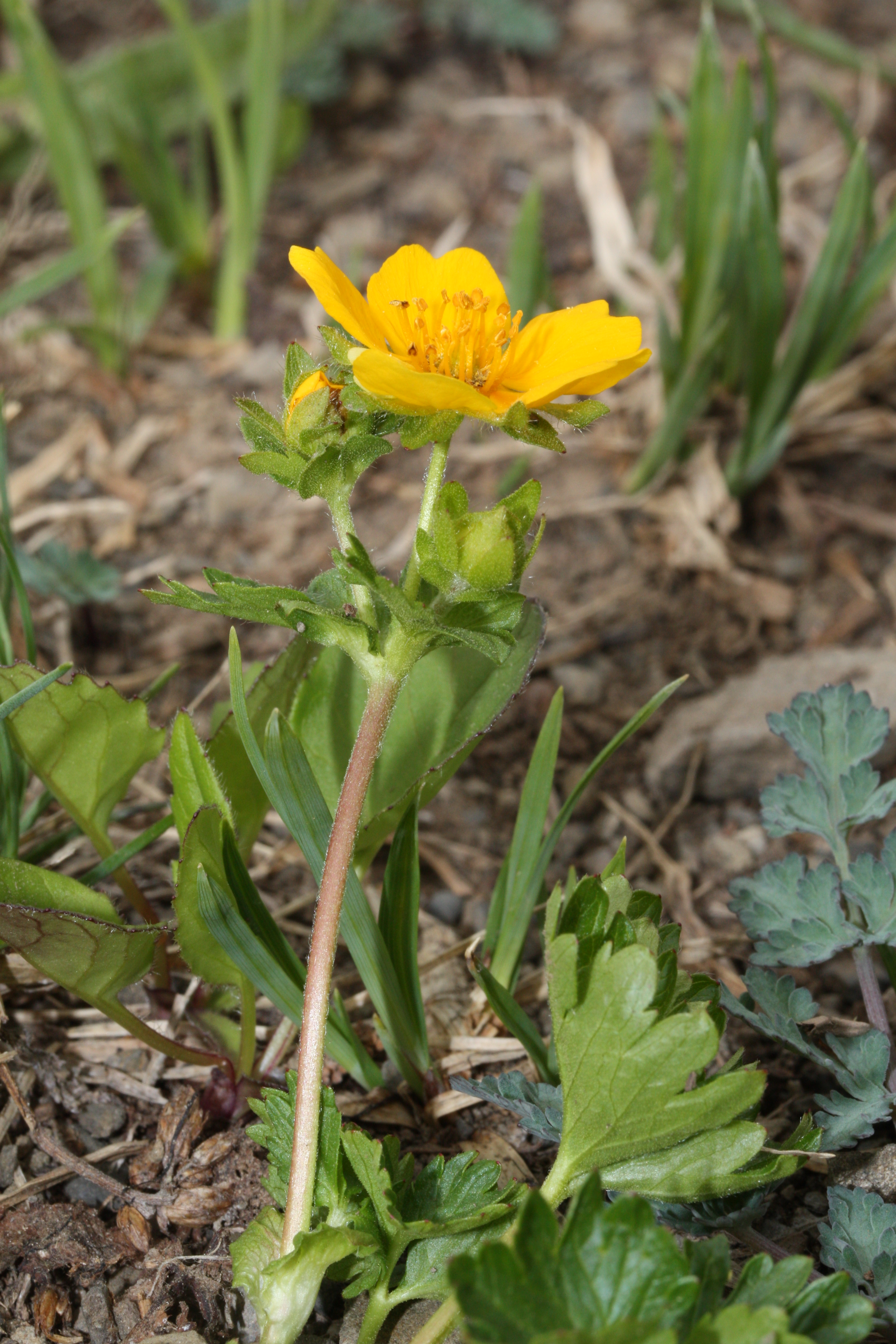
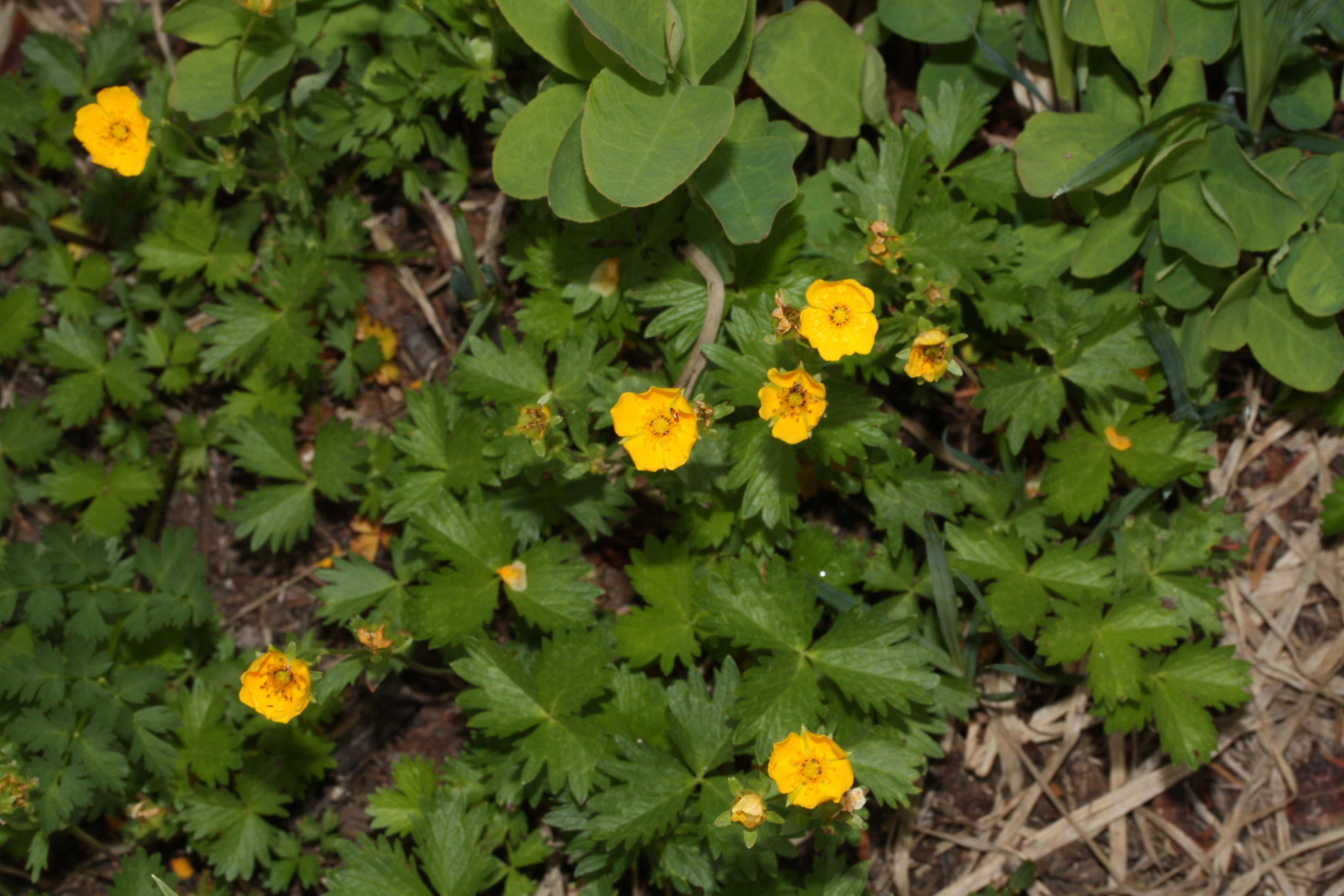
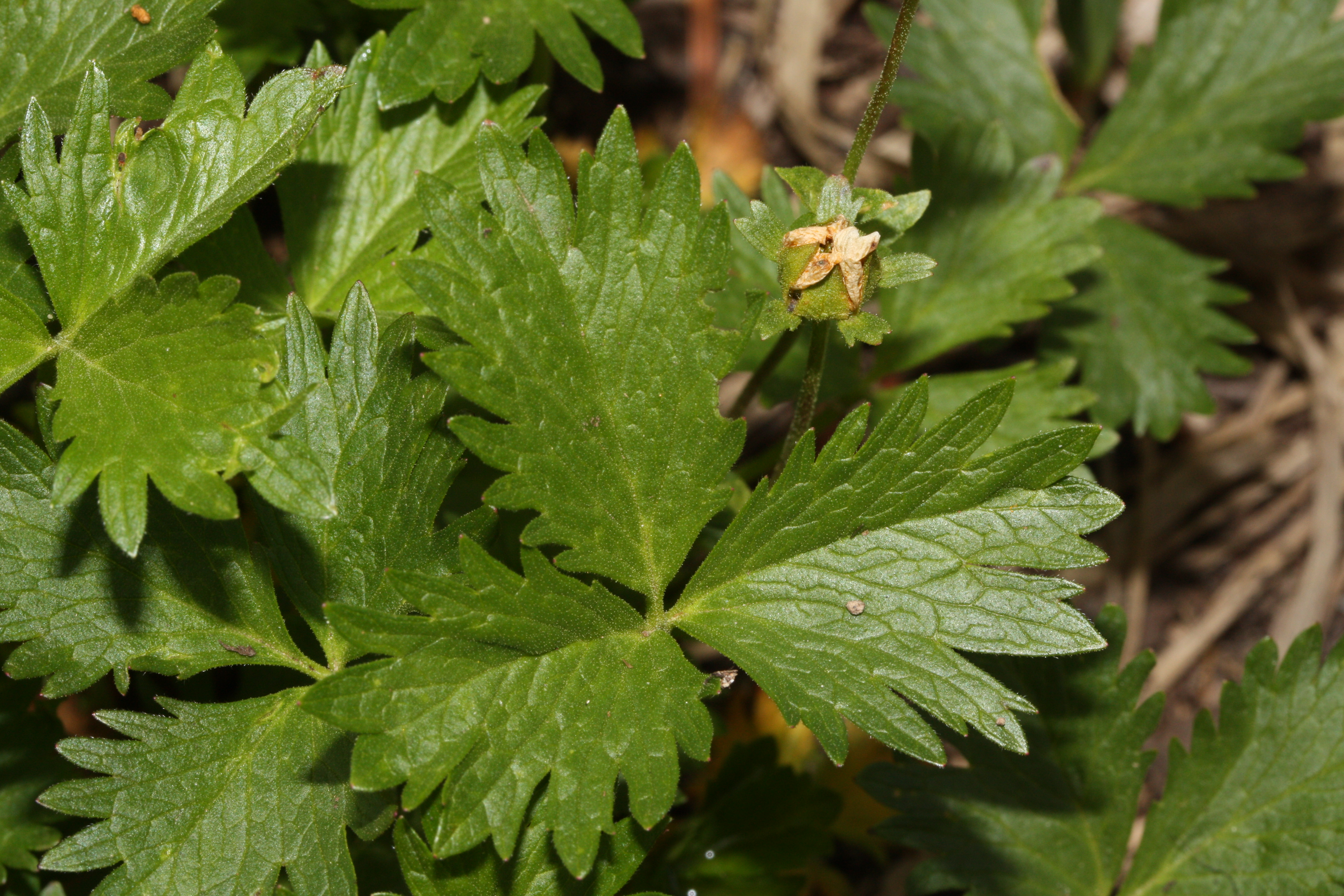
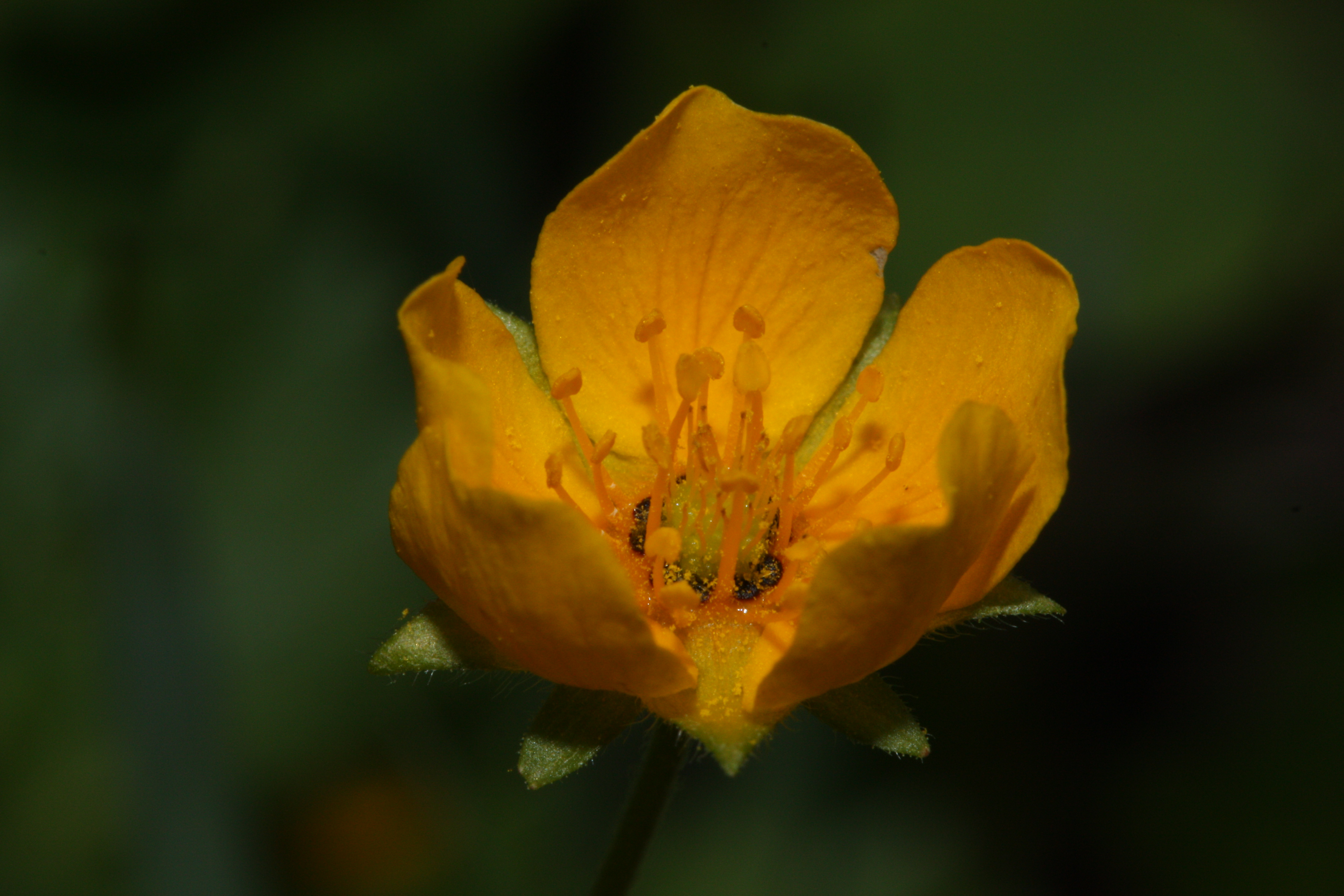
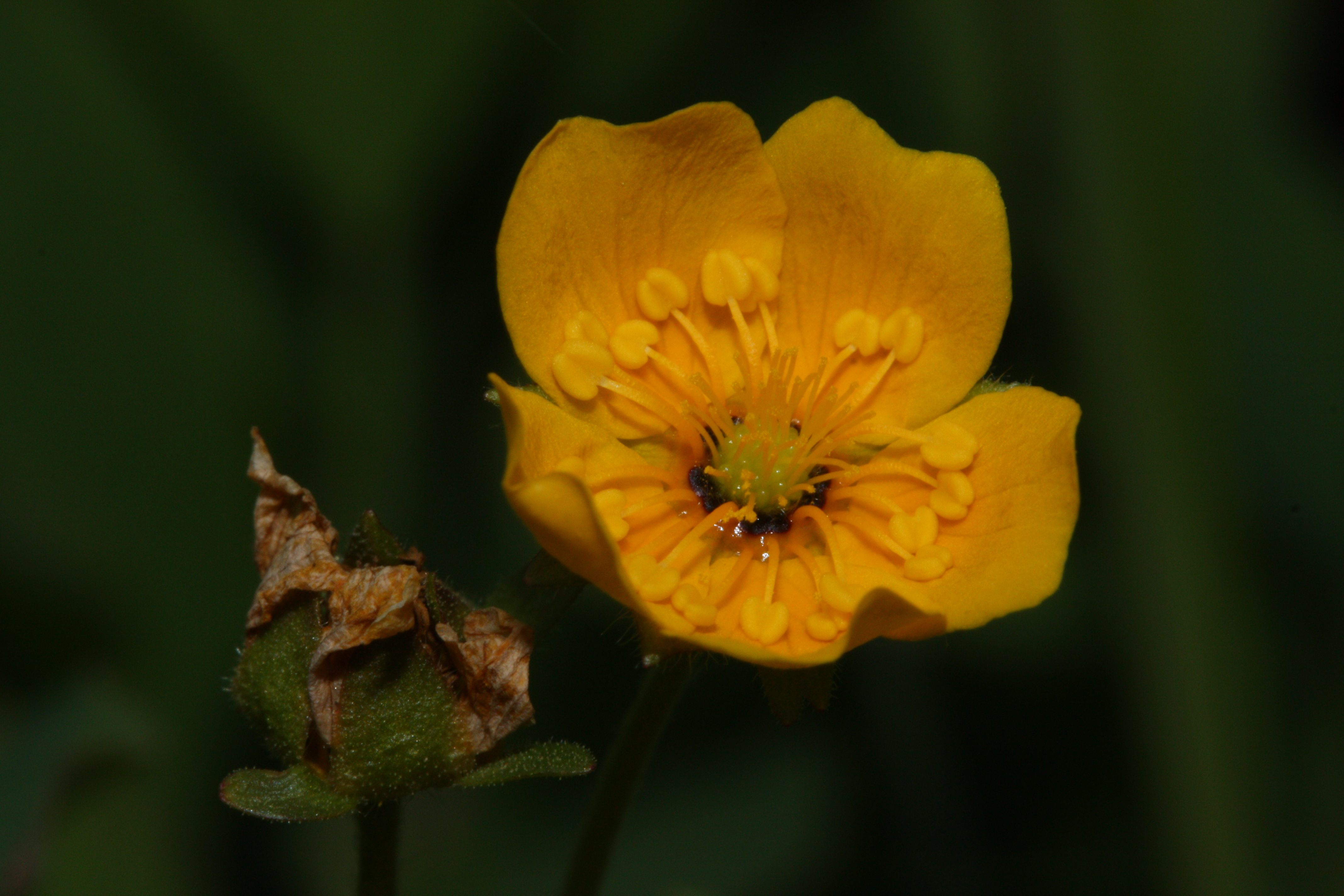